# Brian Jackson

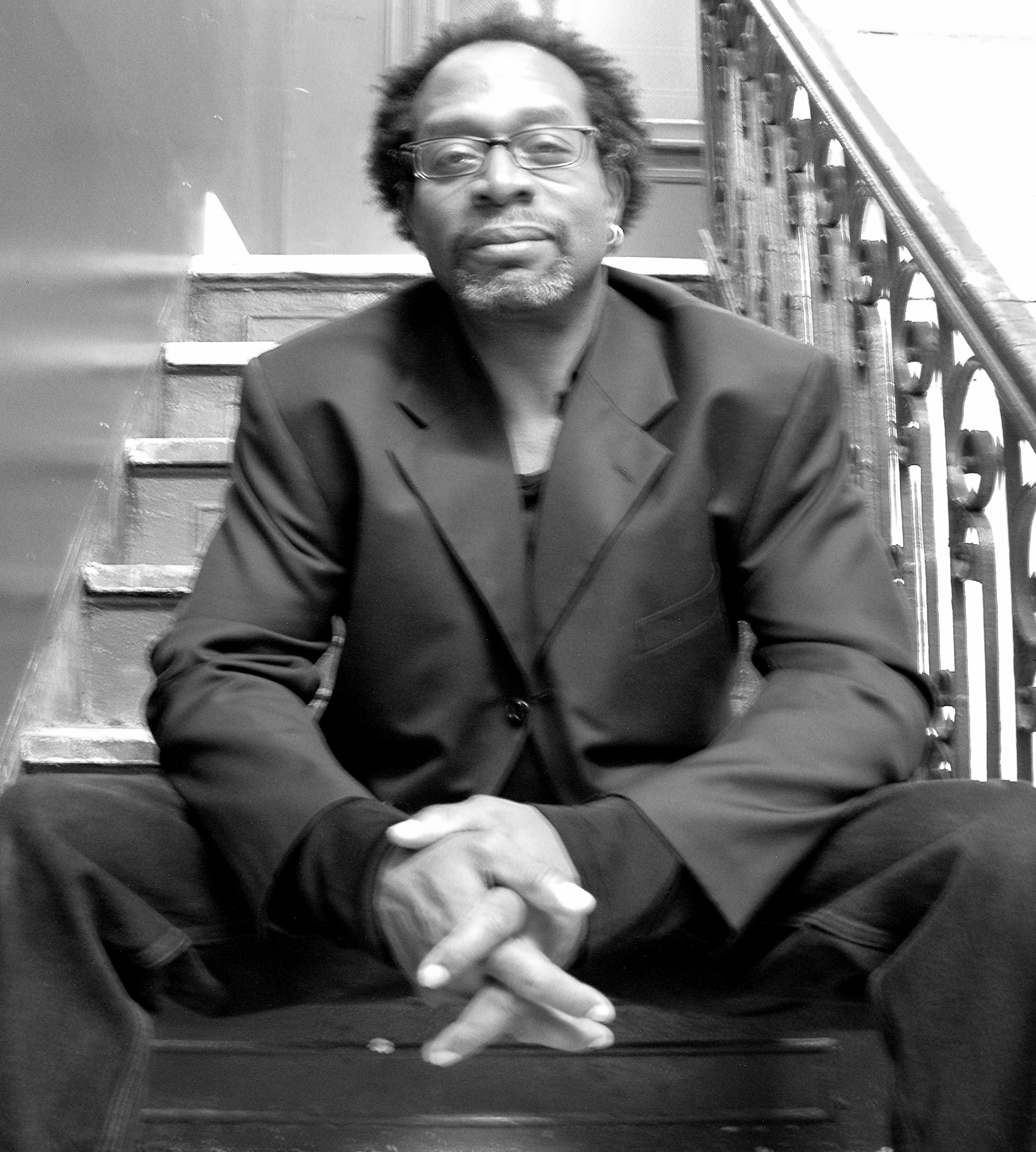
Brian Jackson

Brian Jackson é um tecladista, flautista, cantor, compositor e produtor norte-americano. Ficou mais conhecido por suas colaborações com Gil Scott-Heron nos anos 1970.